# Sternoclyta cyanopectus
El colibrí pechiazul, colibrí grande de cola oliva o colibrí pecho violeta (Sternoclyta cyanopectus) es una especie de ave apodiforme de la familia Trochilidae —los colibríes—, la única perteneciente al género monotípico Sternoclyta. Es nativo del norte de América del Sur.

## Distribución y hábitat
Se distribuye desde el extremo noreste de Colombia en Norte de Santander hacia el este por el oeste y norte de Venezuela, en los Andes de Táchira, Mérida y Lara y en la cordillera de la Costa hacia el este hasta Miranda.
Esta especie es considerada localmente común pero escasa en la parte andina de su distribución, en sus hábitats naturales: las selvas húmedas de la baja zona subtropical, especialmente en corrimientos de tierra y antiguos árboles caídos; también es encontrada en crecimientos secundarios maduros y plantaciones de café. Ocasionalmente más bajo en la zona tropical, en selvas y bosques nubosos. En altitudes desde el nivel del mar hasta los 2000 m, pero apenas ocasionalmente por debajo de los 700 m. Normalmente permanece siempre en las zonas más sombrías de los bosques, donde la vegetación es más densa y solo en raras ocasiones asciende a las cúpulas para alimentarse.

## Descripción
Mide en promedio 11 cm de longitud  y el peso oscila entre 8 y 10 g. Presenta dimorfismo sexual. Ambos sexos poseen un pico largo y curvo. El macho presenta la garganta verde brillante y el pecho azul oscuro brillante. El dorso es verde y el abdomen verde-grisáceo. La cola es bronce, con la punta de las rectrices blancas. El resto del cuerpo es verde oscuro iridiscente. Presentan un espejo alar color marrón dorado. La hembra presenta la garganta con plumas blancas con el borde color verde claro, y el centro del abdomen color rufo.

## Reproducción
En el parque nacional Yacambú, estado Lara, Venezuela, se encontró que las hembras se encargaban de construir el nido, incubar los huevos y alimentar a los pichones, sin la ayuda del macho.  El tamaño de nidada es de dos huevos, y el período de incubación entre 20 y 26 días. La hembra alimenta a los pichones, en un promedio de tres visitas cada tres horas.

## Hábitos
Es solitario y territorial, como la mayoría de los colibríes. Usualmente se alimenta del néctar de flores ubicadas en el sotobosque, no sube hasta el dosel y raramente en los bordes, y pasa mucho tiempo posado frente a un grupo de flores donde se alimenta, el cual defiende de los otros colibríes. Además de néctar también se alimenta de pequeños artrópodos.

## Sistemática

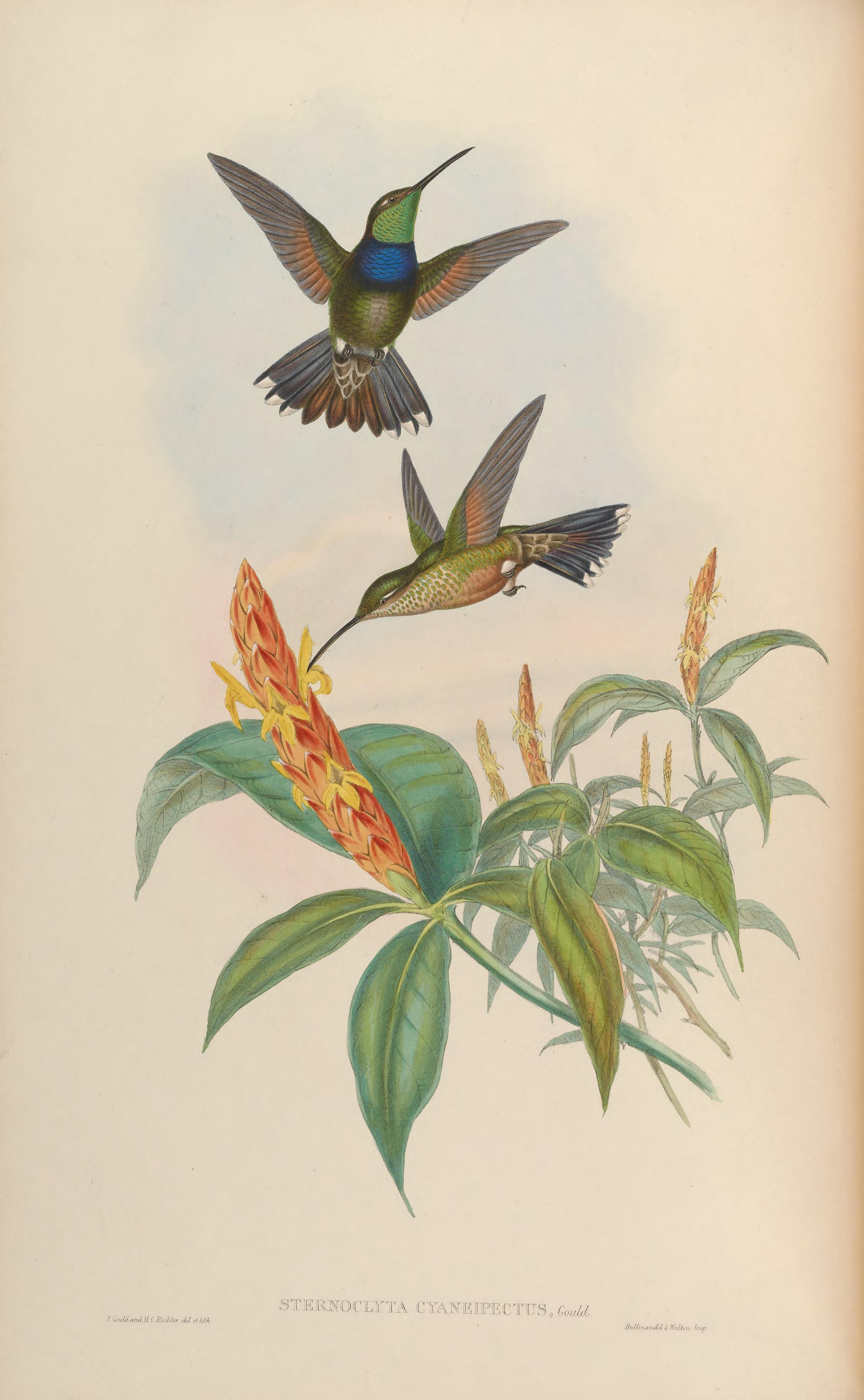
Sternoclyta cyanopectus, ilustración de Gould y Richter en A monograph of the Trochilidae, or family of humming-birds 2, 1861.

### Descripción original
La especie S. cyanopectus fue descrita por primera vez por el ornitólogo británico John Gould en 1846 bajo el nombre científico Trochilus (Lampornis) cyanopectus; su localidad tipo es: «Venezuela»; el holotipo de «Neiguata Plantation, cerca de Camburi Grande, La Guaira».
El género Sternoclyta fue propuesto por el mismo John Gould en 1858, con Trochilus cyanopectus originalmente designada por monotipia como la especie tipo.

### Etimología
El nombre genérico femenino «Sternoclyta» se compone de las palabras del griego «sternon» que significa ‘pecho’, y «klutos» que significa ‘glorioso’, ‘espléndido’; y el nombre de la especie «cyanopectus», se compone de las palabras del latín «cyanos» que significa ‘lapislázuli’, y «pectus» que significa ‘pecho’.

### Taxonomía
Ha sido colocado en el género Heliodoxa por algunos autores ya que se parece a las especies de este grupo excepto por el pico más largo y curvado y el gran parche violeta en el pecho de los machos. En la Propuesta No 928 parte C al Comité de Clasificación de Sudamérica (SACC) se rechazó la inclusión del presente género en Heliodoxa.
Es monotípica.